# Lassen megye
Lassen megye az Amerikai Egyesült Államokban, azon belül Kalifornia államban található. Lakosainak száma 32 730 fő (2020. április 1.). Lassen megye Modoc, Plumas, Shasta és Washoe megyékkel határos.

## Népesség
A megye népességének változása:
| Lakosok száma | 34 846 | 34 266 | 33 657 | 32 163 | 31 345 | 30 573 | 32 730 |
|               | 2010   | 2011   | 2012   | 2013   | 2015   | 2019   | 2020   |